# Jan Galicz-Suliński
Jan Galicz-Suliński (zm. 1900 w Wilnie) – polski ksiądz katolicki, kompozytor.

## Życiorys
Był wikarym w kościele św. Ducha w Wilnie. Jego kompozycje muzyczne cieszyły się dużą popularnością i były wykonywane w czasie nabożeństw kościelnych także poza Wilnem. Wydał Szkołę na organy, z dodatkiem nut na powszechniejsze śpiewy kościelne (Wilno 1861–1863). Z powodu wybuchu powstania styczniowego i przeniesienia Galicza-Sulińskiego na parafię w Kluszczanach, tom 4 tego wydawnictwa ukazał się dopiero w 1873 roku we Włocławku. Jako proboszcz w Kluszczanach odremontował i rozbudował tamtejszy drewniany kościół św. Joachima. W kolejnych latach wrócił do Wilna, gdzie w 1879 roku wydał własnym sumptem broszurę Muzyka organowa, nowa metoda z nut literalnych z informacją użycia takowych, zbiór preludii ze wszystkich tonów, na ciche i głośne granie po kościołach podczas nabożeństwa. Opublikował także Pytania katechizmowe, na które każdy chrześcijanin katolik z łatwością odpowiedzieć powinien (Wilno 1885).
Został pochowany na wileńskim cmentarzu Na Rossie.